# Stade Soeverein
Le stade Soeverein (en néerlandais : Soevereinstadion) est un stade de football situé dans la commune de Lommel tout au Nord de la Province de Limbourg. Il abrite les rencontres à domicile du club de K. Lommel United.

## Histoire
Jusqu’en 2011, l’enceinte porte le simple nom de « Stade communal » (en néerlandais : Gemeetelijkestadion). 
Le stade connaît 10 saisons de Division 1, avec son premier club résident, le Lommelse SK (qui devient K. FC Lommelse SK en 1983). Lorsqu’en 2003, le « matricule 1986 » disparaît pour cause de faillite, le K. Vlug en Vrij Overpelt-Fabriek déménage vers le stade communal de Lommel et adopte l’appellation de K. VSK Overpelt-Lommel.  C’est en 2010 que ce club prend la dénomination de K. Lommel United.

### Sources et Liens externes
- (nl) Article informant du change d’appellation du stade